# Wettersdorf (Walldürn)
Wettersdorf  ist ein Stadtteil von Walldürn im Neckar-Odenwald-Kreis im Norden Baden-Württembergs.

## Geografische Lage
Wettersdorf liegt etwa sechs Kilometer nordöstlich der Kernstadt im oberen Talabschnitt des Eichelbachs, unmittelbar südlich der Grenze zu Bayern und dem Landkreis Miltenberg. Der Naturpark Neckartal-Odenwald beinhaltet Teile der Gemarkung.

## Geschichte
Der hochmittelalterliche Rodungsweiler wurde erstmals 1293 urkundlich erwähnt als „Wedylspach“ und 1395 sowie 1482 „Wedelspach ober dem dorffe“ genannt, vermutlich von „Bach des Wedel“. Genaueres über die Entstehung oder auch den ursprünglichen Besitz ist nicht bekannt.
Seit 1544 gehörte Wettersdorf zum Kurmainzer Amt und zur Kellerei Dürn. Einige Besitzungen, die das Hochstift Würzburg hier hatte, gingen 1684 durch einen Vergleich auch an Kurmainz über. 1803 gelangte der Ort im Rahmen der Säkularisation zum Fürstentum Leiningen, danach 1806 zum Großherzogtum Baden.
1935 bis 1945 waren Dornberg, Rütschdorf und Vollmersdorf (heute alle zu Hardheim) nach Wettersdorf eingemeindet. Am 1. Dezember 1972 erfolgte die Eingemeindung nach Walldürn.
Die Kapelle St. Ottilia wurde 1734 erstmals erwähnt. Wettersdorf gehörte bis 1908 zur katholischen Pfarrei Walldürn, seitdem zu Glashofen.

## Ehemaliges Wappen
1908 nahm die Gemeinde auf Vorschlag des Generallandesarchivs folgendes Wappen an: „In geteiltem Schild oben in Blau zwei rotbewehrte silberne (weiße) Adler, unten in Rot ein halbes achtspeichiges silbernes (weißes) Rad an der Teilung“. Das Wappen erlosch am 1. Dezember 1972 mit der Eingemeindung nach Walldürn.

## Wirtschaft
Wettersdorf ist ein primär landwirtschaftlich geprägter Ort.

## Kultur und Sehenswürdigkeiten

### Lichtermuseum Wettersdorf
Im ehemaligen Schulhaus befindet sich das Lichtermuseum Wettersdorf, ein Spezialmuseum mit einer Sammlung von über 2000 historischen Laternen, Lampen und Leuchtern, das von April bis einschließlich Oktober jeweils am ersten Sonntag im Monat geöffnet ist.